# Obraztsovi
Obraztsovi - Образцовый (rus) és un possiólok del krai de Krasnodar, a Rússia. És a la vora dreta del riu Txelbas, a 27 km al sud de Leningràdskaia i a 124 km al nord de Krasnodar.
Pertanyen a aquest possiólok els possiolki de Laixtovanni, Vissotni i Solnetxni.

## Història
La vila fou fundada el 1925 en terres de l'stanitsa d'Atamànskaia, de la qual es van traslladar cinquanta famílies. Fins al 1929 els pagesos dirigien l'economia individualment. Aquell any es va crear el kolkhoz Lénina, que incloïa les terres de Laixtovanni, Novoplàtnirovskaia i Atamànskaia. El 1931 es valorà que era massa gran i estava mal gestionat, per això fou descentralitzat, i es va crear a Obraztsovi el sovkhoz Iskra, inaugurat el 14 de juny de 1932.
La Segona Guerra Mundial va afectar severament la granja, i 14 treballadors van ser afusellats durant l'ocupació nazi d'estiu del 1942 a finals d'hivern de 1943. Després de la guerra, tot va ser reconstruït. Finalment, el 1994 el sovkhoz Iskra va ser reconvertit en la societat anònima tancada ZAO.